# Luděk Munzar
Luděk Munzar (Nová Včelnice, 20 de marzo de 1933-Modřany, Praga; 26 de enero de 2019) fue un actor checo. Apareció en la película checa New Wave The Joke (Jaromil Jireš, 1969) y protagonizó la película Poslední propadne peklu bajo la dirección de Ludvík Ráža en 1982.
Cita del artículo en Radio Praha:

Munzar war einer der bedeutendsten Film- und Bühnendarsteller seiner Zeit, er genießt hierzulande den Ruf einer Legende.  Er gehörte über 30 Jahre zum Schauspielensemble des Prager Nationaltheaters. Auf der Bühne trat er of gemeinsam mit seiner Frau Jana Hlaváčová auf.
En español: «Munzar fue uno de los actores de cine y teatro más importantes de su época. Goza de la reputación de una leyenda aquí en la República Checa. Perteneció al conjunto de actores del Teatro Nacional de Praga durante más de treinta años. En el escenario a menudo aparecía junto con su esposa Jana Hlaváčová.»

En la República Checa, también fue conocido como la voz sincronizada de Paul Newman en las películas.